# Ida Rhodes
Ida Rhodes, de soltera Hadassah Itzkowitz, (15 de mayo de 1900 – Rockville, 1 de febrero de 1986) fue una matemática estadounidense que se convirtió en miembro de la camarilla de mujeres influyentes en el corazón del desarrollo informático incipiente en Estados Unidos.

## Trayectoria
Nació en un pueblo judío entre Nemyriv y Tulchyn en Ucrania. Tenía 13 años en 1913 cuando sus padres, David y Bessie Sinkler Itzkowitz, la trajeron a Estados Unidos donde le cambiaron el nombre al llegar.
Se le otorgó una beca en efectivo del Estado de Nueva York y una beca de la Universidad Cornell donde comenzó a estudiar matemáticas entre 1919 y 1923, sólo seis años después de llegar a Estados Unidos. Durante su estancia en la universidad, trabajó como auxiliar de enfermería en el Hospital de la Ciudad de Ithaca. Fue elegida miembro de las organizaciones honoríficas Phi Beta Kappa (1922) y Phi Kappa Phi (1923). Recibió su Bachelor of Arts en matemáticas en febrero de 1923 y su Master en septiembre del mismo año, graduándose Phi Beta Kappa.
Rhodes tuvo su primer encuentro con el físico alemán Albert Einstein en 1922 y lo encontró de nuevo en 1936 en la Universidad de Princeton, donde un grupo de matemáticos viajó para pasar el fin de semana en seminarios informales. Más tarde estudió en la Universidad de Columbia entre 1930 y 1931. Ocupó numerosos cargos relacionados con los cálculos matemáticos antes de unirse al Mathematical Tables Project en 1940, donde trabajó bajo la dirección de la matemática Gertrude Blanch, a quien más tarde acreditaría como su mentora.
Fue pionera en el análisis de sistemas de programación, y con la programadora Betty Holberton diseñó el lenguaje de programación C-10 a principios de los años 50 para la UNIVAC I. También diseñó el ordenador original utilizado por la Administración del Seguro Social. En 1949, el Departamento de Comercio de Estados Unidos le otorgó una Medalla de Oro por "un liderazgo pionero significativo y contribuciones destacadas al progreso científico de la nación en el diseño funcional y la aplicación de equipos de computación digital electrónica".
Aunque se jubiló en 1964, Rhodes continuó siendo consultora de la División de Matemáticas Aplicadas del Instituto Nacional de Estándares y Tecnología (NBS por sus siglas en inglés) hasta 1971. Su trabajo se hizo mucho más conocido después de su jubilación, ya que aprovechó la ocasión para viajar por todo el mundo, dando conferencias y manteniendo correspondencia internacional. En 1976, el Departamento de Comercio le entregó otro Certificado de Apreciación en el 25º Aniversario de UNIVAC I, y luego, en la Conferencia de Informática de 1981, la citó por tercera vez como "pionera de UNIVAC I". Murió en 1986.
En un caso inusual de un antiguo algoritmo especializado todavía en uso, y aún acreditado al desarrollador original, Rhodes fue responsable del algoritmo de "Jewish Holiday" (vacaciones judías) utilizado en los programas de calendario desde entonces. Mientras trabajaba en el NBS, también realizó trabajos originales de traducción automática de lenguas naturales.